# Raymondville (Texas)
Raymondville es una ciudad ubicada en el condado de Willacy en el estado estadounidense de Texas. En el Censo de 2010 tenía una población de 11284 habitantes y una densidad poblacional de 1.056,44 personas por km².

## Geografía
Raymondville se encuentra ubicada en las coordenadas 26°28′33″N 97°46′40″O / 26.47583, -97.77778. Según la Oficina del Censo de los Estados Unidos, Raymondville tiene una superficie total de 10.68 km², de la cual 10.66 km² corresponden a tierra firme y (0.24%) 0.03 km² es agua.

## Demografía
Según el censo de 2010, había 11284 personas residiendo en Raymondville. La densidad de población era de 1.056,44 hab./km². De los 11284 habitantes, Raymondville estaba compuesto por el 85.92% blancos, el 3.5% eran afroamericanos, el 0.25% eran amerindios, el 1.1% eran asiáticos, el 0.05% eran isleños del Pacífico, el 7.5% eran de otras razas y el 1.68% pertenecían a dos o más razas. Del total de la población el 86.86% eran hispanos o latinos de cualquier raza.